# Heteromys adspersus
Heteromys adspersus is een zoogdier uit de familie van de wangzakmuizen (Heteromyidae). De wetenschappelijke naam van de soort werd voor het eerst geldig gepubliceerd door Peters in 1874.

## Voorkomen
De soort komt voor in Panama.